# النجادة (الخليل)
النجادة هي قرية فلسطينية، من قرى محافظة الخليل جنوب الضفة الغربية، وهي من القرى التي احتلتها إسرائيل خلال حرب 1967.
تدار بواسطة مجلس قروي النجادة.

## الجغرافيا
تقع الى الجنوب الشرقي من مدينة الخليل وعلى بعد 19 كيلو متر منها. يحدها من الشرق منطقة البحر الميت ومن الجنوب خط الهدنة 1949.

## السكان
بلغ عدد سكان القرية وفق تعداد جهاز الإحصاء المركزي الفلسطيني عام 2007 حوالي (413) نسمة.
فيما بلغ عدد سكان القرية عام 2017 حوالي (449) نسمة وفق الجهاز المركزي للإحصاء الفلسطيني.